# Wojciech Drozdowicz
Wojciech Drozdowicz (ur. 17 kwietnia 1954 w Warszawie) – polski ksiądz katolicki, prałat, kanonik kapituły kampinosko-bielańskiej archidiecezji warszawskiej, proboszcz parafii bł. Edwarda Detkensa w Warszawie, animator kultury i społecznik.

## Życiorys

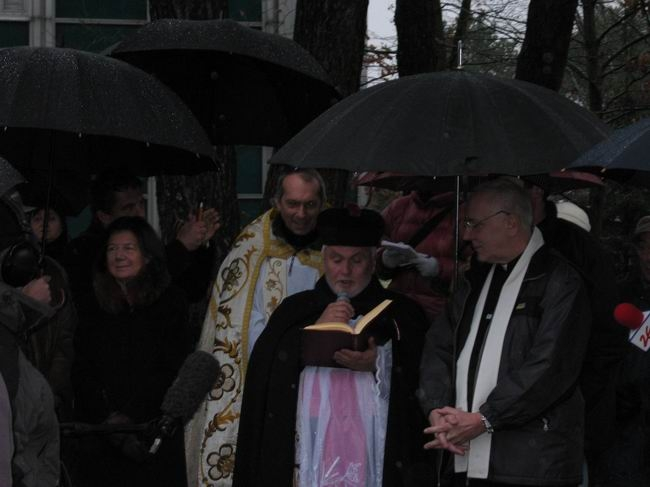
Ks. Wojciech Drozdowicz (pośrodku z tyłu w jasnej kapie) podczas wmurowania kamienia węgielnego pod Klinikę „Budzik”. Z lewej Maria Kaczyńska, przemawia ks. Jerzy Banak.

### Kleryk
Wojciech Drozdowicz uczęszczał do Wyższego Seminarium Duchownego w Warszawie. W czasie studiów odbył zasadniczą służbę wojskową w Bartoszycach, a także przez rok przebywał w klasztorze benedyktyńskim w Tyńcu.

### Ksiądz
Święcenia kapłańskie przyjął 7 czerwca 1981 roku z rąk biskupa pomocniczego warszawskiego Jerzego Modzelewskiego. Później był wikariuszem parafii św. Zygmunta w Słomczynie, a od 1983 roku wikariuszem parafii Wniebowzięcia Najświętszej Maryi Panny w Łowiczu. Jako duszpasterz pracował z dziećmi. Organizował życie kulturalne w parafii. Prowadził m.in.: gazetkę Kolegiatkę oraz amatorskie studio telewizyjne Wiadomości Kolegiaty. Znany był z ekscentrycznego zachowania i charyzmy, a także niecodziennych metod głoszenia kazań. M.in.: podczas jednej z niedzielnych mszy świętych dla dzieci porąbał na ambonie telewizor siekierą.

### Program Ziarno
Pod koniec lat 80. XX wieku ksiądz Wojciech Drozdowicz rozpoczął współpracę z Telewizją Polską przy programach dla dzieci o tematyce religijnej. Był twórcą i pierwszym prowadzącym, reżyserem oraz współscenarzystą programu telewizyjnego Ziarno, za który otrzymał nagrodę Wiktora w 1990 roku.
W 1991 roku w związku z IV Podróżą Apostolską Jana Pawła II do Polski zrealizował wraz z Andrzejem Krzywym teledysk Parafian blues, w którym wystąpił grając na kontrabasie. W tym samym roku przeprowadził wraz z dziećmi z programu Ziarno improwizowany wywiad z papieżem Janem Pawłem II, który został wyemitowany w TVP1.

### Misjonarz
Po zakończeniu pracy w telewizji ksiądz Wojciech Drozdowicz udał się na misję do krajów byłego Związku Radzieckiego. Pracował na Syberii jako duszpasterz wśród Polonii w Wierszynie i Krasnojarsku, był także proboszczem katedry rzymskokatolickiej w Nowosybirsku i założycielem oraz dyrektorem katolickiego studia telewizyjnego KTV Kana, które emituje programy oraz filmy w rosyjskich sieciach kablowych.

### Proboszcz na Bielanach w Warszawie
Po powrocie do Polski w 1999 roku został proboszczem najmniejszej parafii w archidiecezji warszawskiej, która mieści się w Lesie Bielańskim w Warszawie. W 2002 roku przy kościele kolegiackim Niepokalanego Poczęcia Najświętszej Marii Panny założył Podziemie Kamedulskie, gdzie organizowane są: spektakle teatralne, koncerty, monodramy, wystawy. W tym samym roku wspólnie z aktorką Ewą Błaszczyk stworzył fundację AKogo? działającą na rzecz dzieci wymagających rehabilitacji po ciężkich urazach neurologicznych.
W 2003 roku został kanonikiem-bratem i indulgencjarzem kapituły kampinosko-bielańskiej. W 2006 roku był gościem XII Przystanku Woodstock, gdzie uczestniczył w debacie z tłumem młodzieży na temat religii.
Duchowny słynie z wielu nowatorskich pomysłów. W 2018 odprawił mszę w intencji zmarłej Kory Jackowskiej. Po nabożeństwie w kościele puszczono oryginalne wykonanie utworu Krakowski spleen, śpiewanego przez wokalistkę. Ks. Drozdowicz zagrał wówczas równolegle na suzafonie. Towarzyszył mu mężczyzna grający na bębnach. Zdarzało mu się też podczas nabożeństwa w dniu 6 grudnia wychodzić po drabinie, goniąc uciekającego przez okno kościoła św. Mikołaja. W podziemiach świątyni kapłan regularnie koncertuje, śpiewając i grając na różnych instrumentach. W jego kazania często wplatane są różne utwory puszczane z przenośnego głośnika. Spore kontrowersje wywołało jego kazanie wygłoszone w 2022, w poniedziałek wielkanocny. Podczas wystąpienia duchowny uczył wiernych słów ukraińskiej pieśni Tam na łące czerwona kalina, rozrzucając wiernym kartki z tekstem, a także puszczając ją z przenośnego głośnika. Miał być to gest solidarności z Ukraińcami, których kraj został zaatakowany przez Rosjan. Wielu historyków i publicystów przypomniało wówczas, że utwór ten był hymnem żołnierzy Ukraińskiej Powstańczej Armii, która dopuszczała się zbrodni na ludności polskiej na Wołyniu i w Galicji Wschodniej w latach 40. i 50. XX wieku. Po licznych głosach krytyki kapłan przeprosił za puszczenie tego utworu podczas nabożeństwa.

## Odznaczenia
- Medal „Milito Pro Christo” – 2017[5]
- Nagroda Miasta Stołecznego Warszawy (2012)[6]

## Filmografia
Źródło: FilmPolski.pl
- 2015: Krew z krwi (serial fabularny) – jako ksiądz (odc. 10)
- 2015: Historia Ireny Sendlerowej (film dokumentalno-fabularyzowany) – jako ksiądz
- 2016: Smoleńsk (film fabularny) – jako ksiądz
- 2021: Bóg internetów (film fabularny) – jako ksiądz
- 2022: Niewidzialna wojna (film fabularny) – jako ksiądz udzielający ślubu Katarzynie i Patrykowi
- 2024: Łódź podwodna (film dokumentalny) - jako ksiądz[8]